# 第11回先進国首脳会議

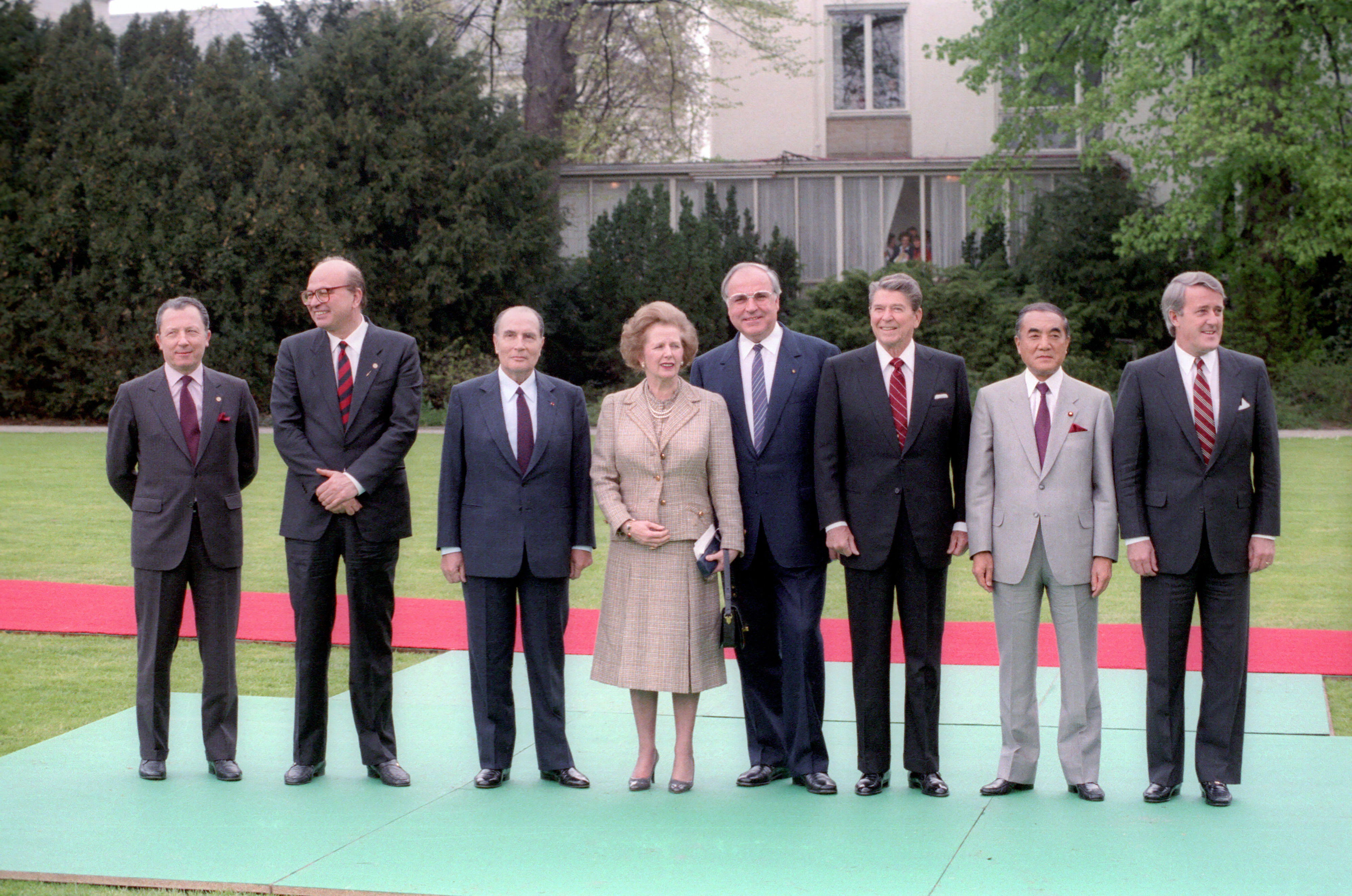

第11回先進国首脳会議（だい11かいせんしんこくしゅのうかいぎ）は、1985年5月2日から4日まで西ドイツのボンで開催された先進国首脳会議。通称ボン・サミット。

## 出席首脳
サミットに参加した首脳は以下の通り:
- ヘルムート・コール（議長・西ドイツ首相）
- フランソワ・ミッテラン（フランス共和国大統領）
- ロナルド・レーガン（アメリカ合衆国大統領）
- マーガレット・サッチャー（イギリス首相）
- 中曽根康弘（日本国内閣総理大臣）
- ベッティーノ・クラクシ（イタリア首相）
- ブライアン・マルルーニー（カナダ首相）
- ジャック・ドロール（欧州委員会委員長）

## 議題
ボン・サミットにおける主要な議題は以下の通りである。
- 成長と雇用
- 発展途上国との関係
- 多国間貿易および国際通貨システム
- 環境政策
- 科学技術分野の協力

## 首脳肖像

### G7コアメンバー

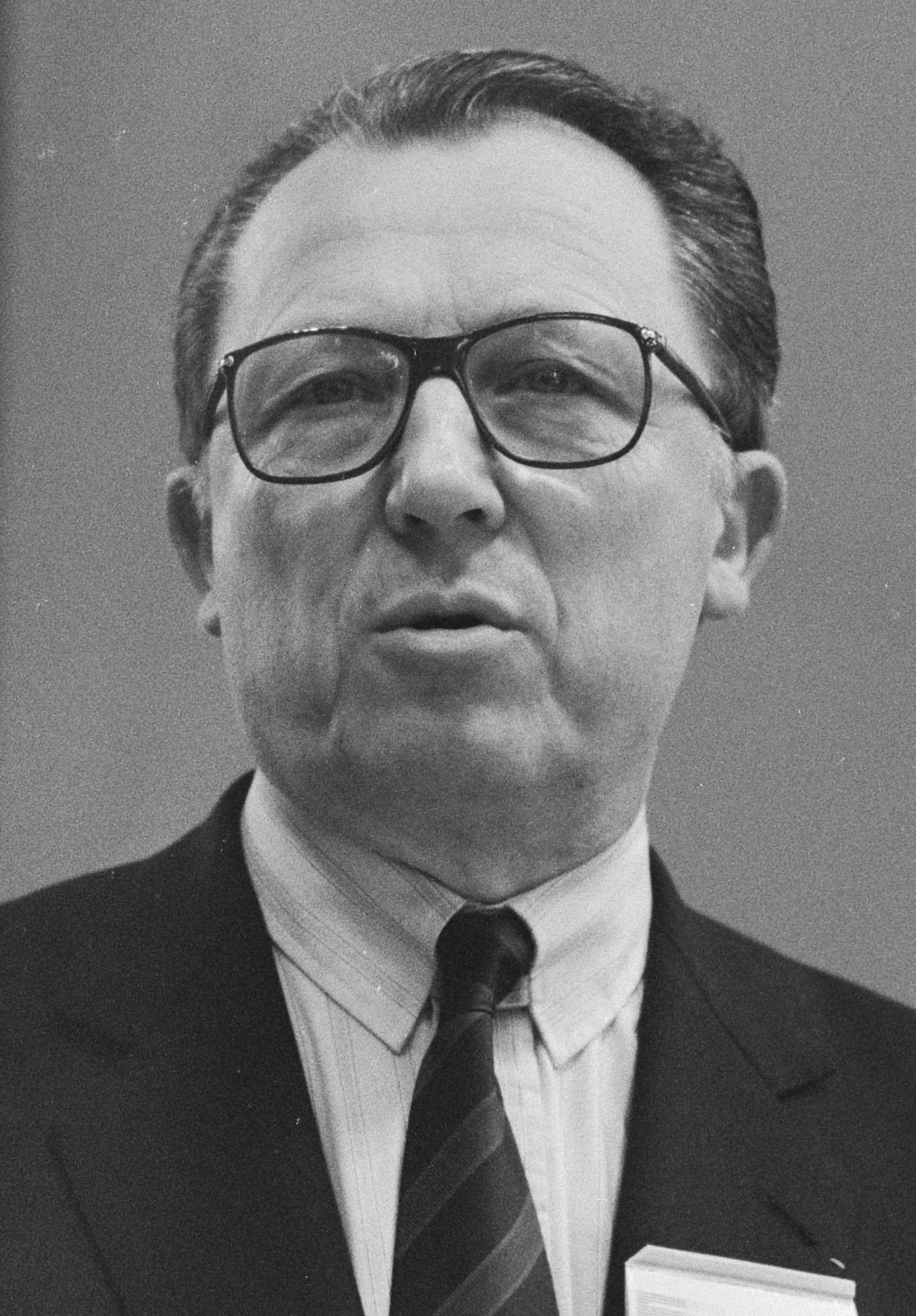
欧州共同体 ジャック ドロール, 欧州委員会委員長

カナダ ブライアン マルルーニー, カナダ首相
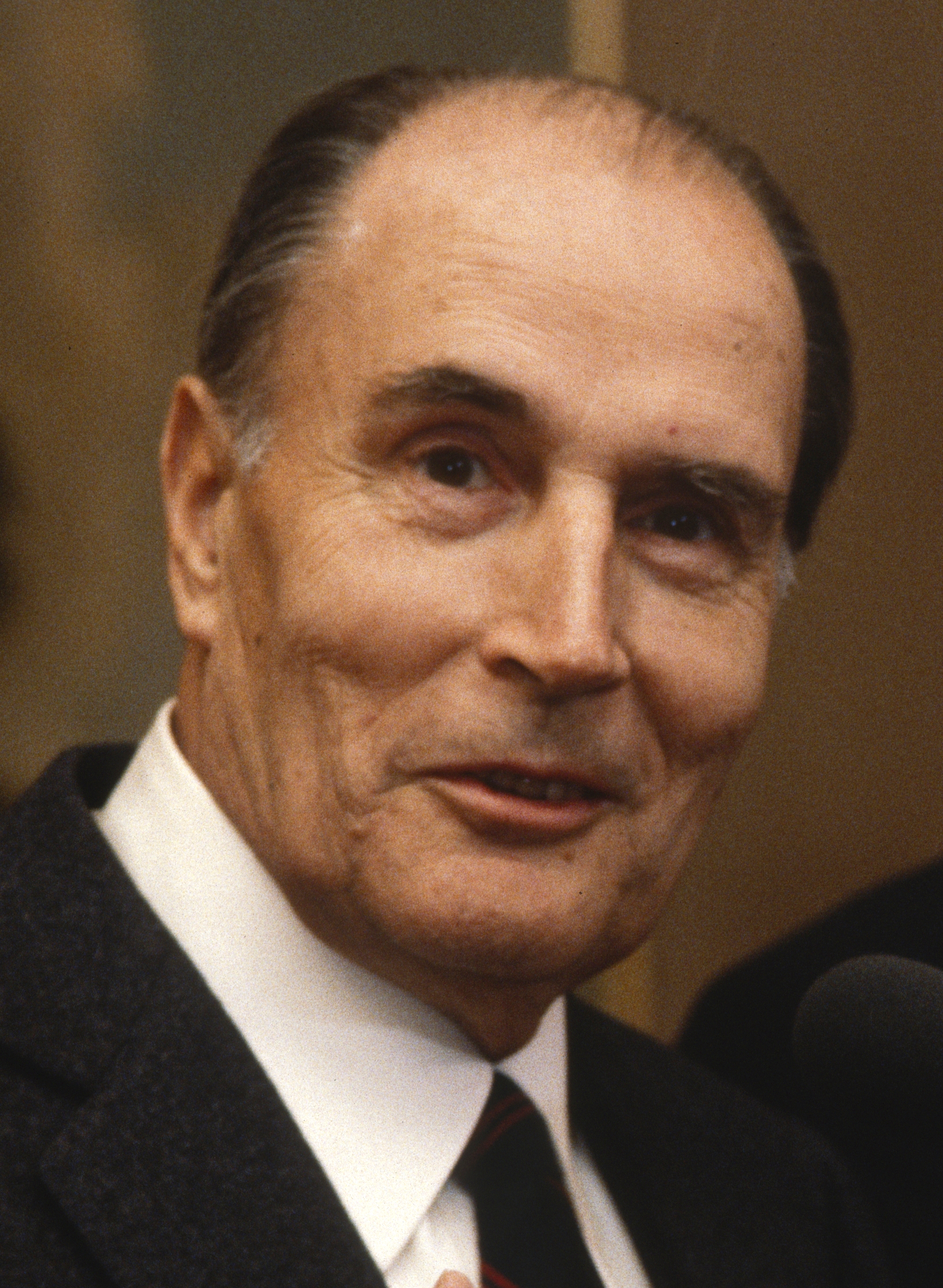
フランス フランソワ ミッテラン, フランス大統領
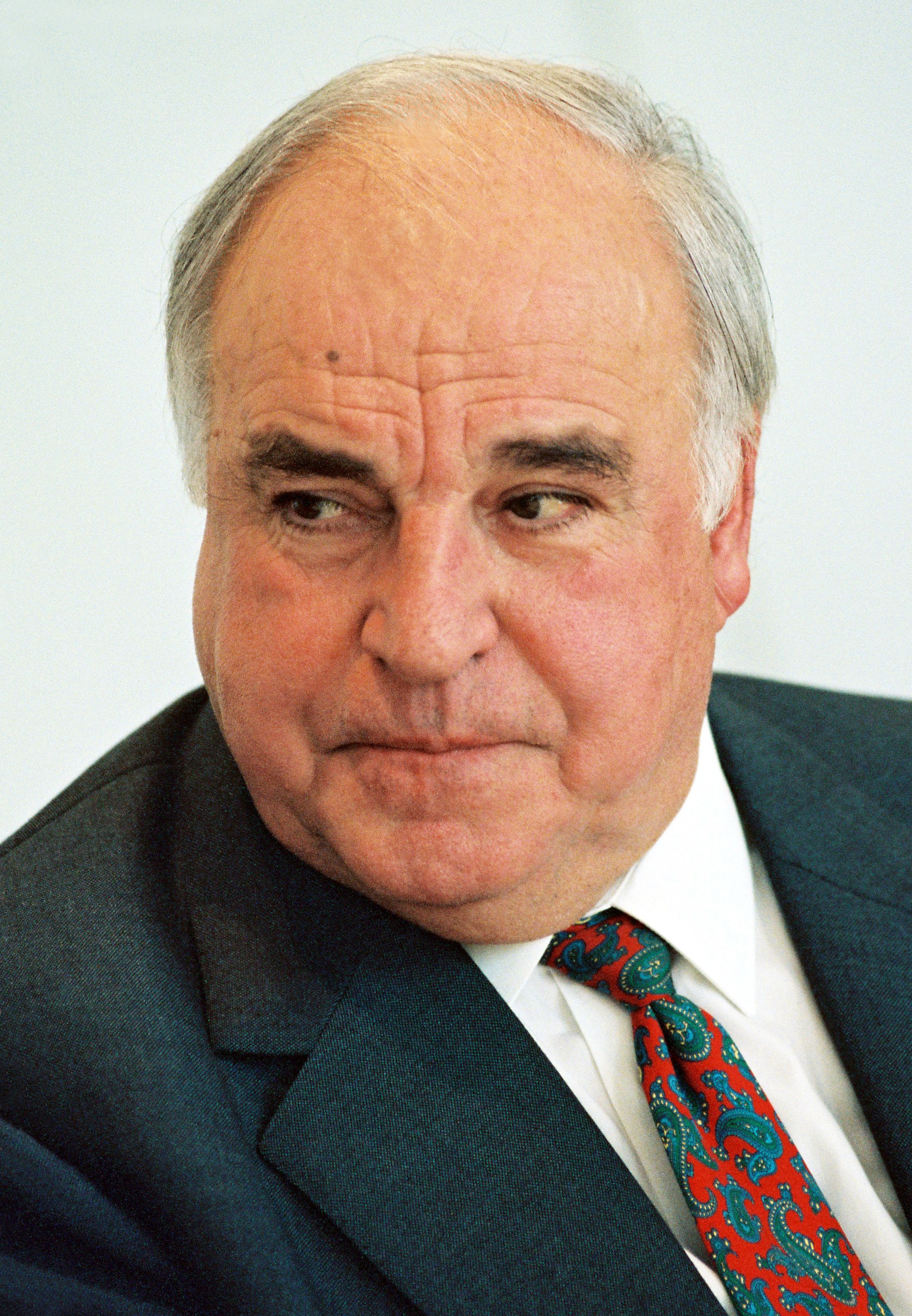
西ドイツ ヘイルムート コール, ドイツ首相  (ホスト)
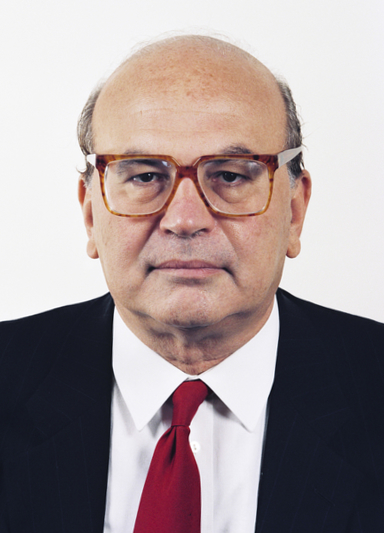
イタリア ベッティーノ. クラクシ, イタリア首相
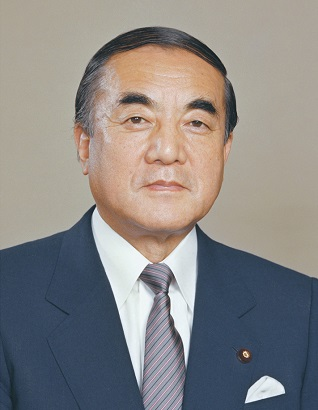
日本国 中曽根康弘, 内閣総理大臣
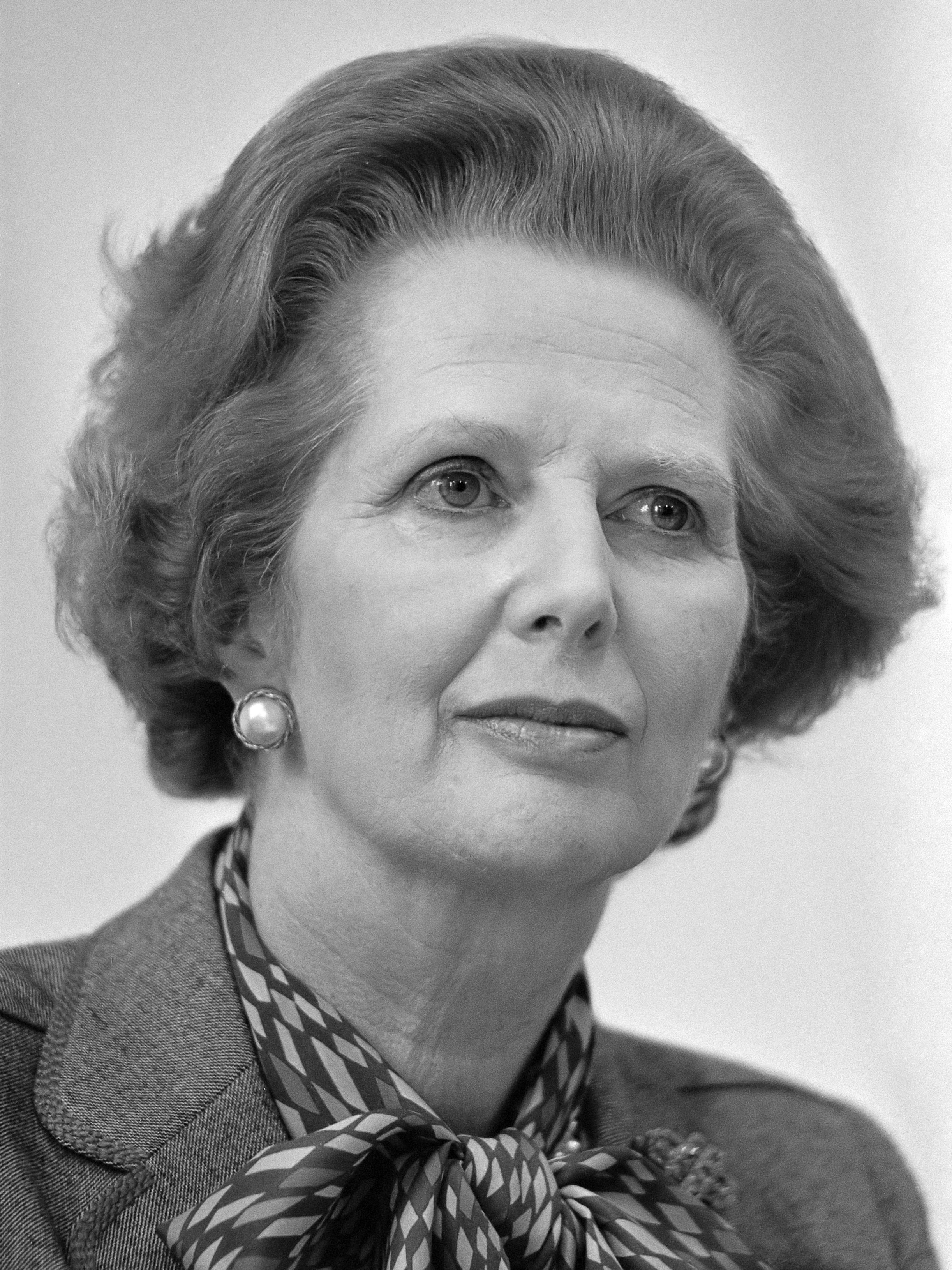
英国 マーガレット. サッチャー, イギリス首相
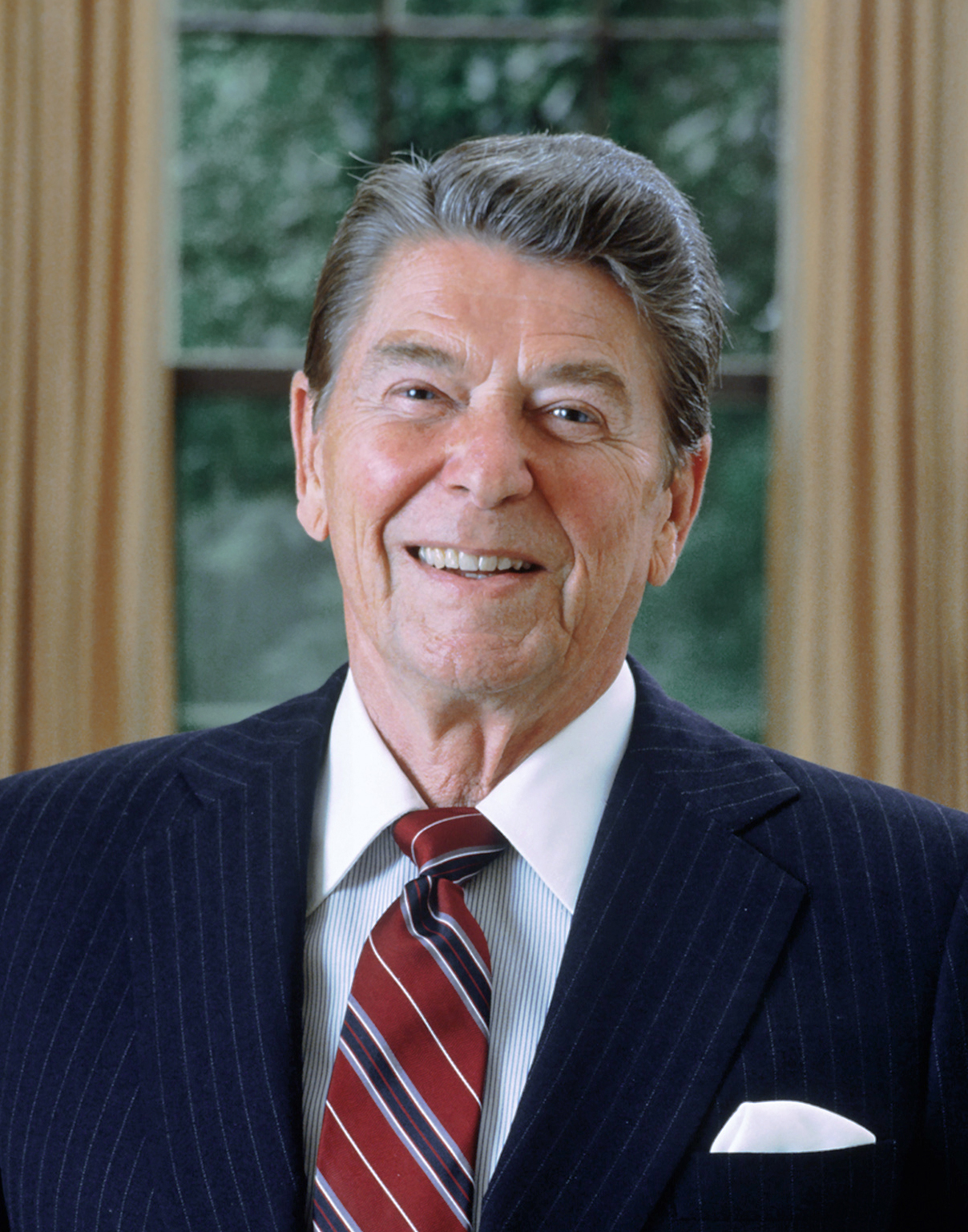
米国 ロナルド レーガン, 合衆国大統領'

- 欧州共同体
ジャック ドロール,
欧州委員会委員長